# U16-Basketball-Afrikameisterschaft
Die U16-Basketball-Afrikameisterschaft ist die vom Weltverband FIBA und dem Kontinentalverband FIBA Afrika ausgetragene afrikanische Kontinentalmeisterschaft für Männer unter 16 Jahren im Basketball. Sie findet seit 2009 im Zweijahres-Rhythmus statt und ist gleichzeitig das afrikanische Qualifikationsturnier für die U-17-Basketball-Weltmeisterschaft. Rekordtitelträger ist Ägypten, das zwei der drei bisherigen Austragungen gewonnen hat.

## Bisherige Austragungen
| 2009 Details | Maputo ( Mosambik)          | Ägypten | 84 : 82  | Mali     | Nigeria  | 65 : 56 | Algerien   |
| 2011 Details | Alexandria ( Ägypten)       | Ägypten | 117 : 67 | Tunesien | Mali     | 59 : 57 | Angola     |
| 2013 Details | Antananarivo ( Madagaskar)  | Angola  | 75 : 66  | Ägypten  | Tunesien | 70 : 49 | Madagaskar |
| 2015 Details | Bamako ( Mali)              | Ägypten | 64 : 63  | Mali     | Algerien | 45 : 37 | Angola     |
| 2017 Details | Vacoas-Phoenix ( Mauritius) | Mali    | 76 : 65  | Ägypten  | Algerien | 57 : 54 | Tunesien   |
| 2019 Details | Praia ( Kap Verde)          | Ägypten | 66 : 57  | Mali     | Nigeria  | 54 : 53 | Guinea     |
| 2021 Details | Kairo ( Ägypten)            | Ägypten | 63 : 62  | Mali     | Algerien | 65 : 50 | Tschad     |
| 2023 Details | Monastir ( Tunesien)        | Guinea  | 84 : 76  | Ägypten  | Mali     | 63 : 56 | Angola     |
| 2025 Details | Kigali ( Ruanda)            |         |          |          |          |         |            |

## Ewige Tabelle
| Medaillenspiegel | Medaillenspiegel | Medaillenspiegel | Medaillenspiegel | Medaillenspiegel | Medaillenspiegel |
| Platz            | Land             | Gold             | Silber           | Bronze           | Gesamt           |
| ---------------- | ---------------- | ---------------- | ---------------- | ---------------- | ---------------- |
| 1                | Ägypten          | 5                | 3                | 0                | 8                |
| 2                | Mali             | 1                | 4                | 2                | 7                |
| 3                | Angola           | 1                | 0                | 0                | 1                |
| 3                | Guinea           | 1                | 0                | 0                | 1                |
| 5                | Tunesien         | 0                | 1                | 1                | 2                |
| 6                | Algerien         | 0                | 0                | 3                | 3                |
| 7                | Nigeria          | 0                | 0                | 2                | 2                |

## Auszeichnung zum wertvollsten Spieler des Turniers
| Jahr | Gewinner            |
| ---- | ------------------- |
| 2009 | Ahmed Mostafa       |
| 2011 | Ehab Amin           |
| 2013 | Mohamed Abdelrahman |
| 2015 | Ahmed Khalaf        |
| 2017 | Siriman Kanouté     |
| 2019 | Moamen Abouzeid     |
| 2021 | Adam El Halawany    |
| 2023 | Nour Gassim Toure   |